# A-do-Baço
A-do-Baço é uma localidade portuguesa da freguesia de Arranhó, concelho de Arruda dos Vinhos.
A-do-Baço era, em 1747, uma aldeia da freguesia de São Lourenço de Arranhol, no termo da cidade de Lisboa, subordinada no eclesiástico ao Patriarcado de Lisboa, e pertencente à Província da Estremadura. Tinha na época vinte e quatro vizinhos. Em 1904 era um lugar da freguesia de Arranhó, concelho de Arruda dos Vinhos.
A-do-Baço conta com a sua Associação Recreativa Desportiva e Cultural, fundada a 30 de Dezembro de 1982, com finalidade recreativa, cultural e desportiva. Todos os anos em Junho esta associação organiza a festa em honra de São Geraldo, patrono deste lugar, na capela da sua invocação.
No eclesiástico, o lugar obedece à Paróquia de São Lourenço de Arranhó, Unidade Pastoral de Arruda dos Vinhos e Sobral de Monte Agraço.